# Aldas
Aldas situa-se na freguesia de Oliveira de Azeméis e é um curioso topónimo que Santa Rosa de Viterbo, no vocábulo ALNA do seu Elucidário, aponta como proveniente do gótico Alina, côvado, vara, medida linear de três palmos (aplicado à medição de tecidos e terrenos), e que Joseph Piel, nos seus “Nomes Germânicos”, dá como proveniente de ALDS (tempo) ou de ALTHEIS (velho). Contudo, e sem pretender desacreditar tão autorizados autores, acho que as razões alegadas são demasiado simplistas, para se aplicarem à toponímia sem documentos comprovativos, sobretudo a segunda hipótese, por os topónimos de origem germânica se formarem, normalmente, a partir do genitivo e aqui se verificar a existência dum acusativo do plural.
Supomos, por isso e porque a natureza do solo o sugere, tratar-se de um divergente popular do étimo latino “ARIDAS”, terras secas, impróprias para a cultura, cuja evolução se explica por síncope do “i” inter – vocálico e pela vulgar permuta das consoantes líquidas “r” em “l”, como sucedeu em Ur que deu Ul e em Ourives que deu origem a Oulives. Mas isto não significa que rejeitemos “in limine” a hipótese de ter origem no antropónimo germânico masculino ALDILA (não Ilduara, como há quem sustente), que se documenta no nosso Onomástico em 939 e que, além de dar origem a ALDÂO, também pode dar origem a ALDAS, através de uma pluralização familiar. Em tais circunstâncias, e tendo em conta o lugar rústico que abrange nas imediações da Portela, Reguengo e Alméu, bem como o facto de existir na cidade do Porto uma rua com o mesmo nome, é claro que estamos em face de um topónimo de real valor filológico e que deve manter-se para que não se apague de todo a tradição do antigo povoamento local e assim se vinque a feição histórica deste lugar.